# Det hellige, almindelige
Det hellige, almindelige er en dansk kortfilm fra 2015 instrueret af Gustav Rohr.

## Handling
Bøger og læsning. Tandbørstning og opvask. Gåture på trapper, der simpelthen bare har for mange trin. Wilhelms hverdag er, som de flestes, meget almindelig. Selv hans kæreste er efterhånden bare blevet et punkt på hverdagens almindelige dagsorden. En aften får Wilhelm dog uventet besøg af sin for nylig tilflyttede underbo, der ser anderledes på tingene. Opvasken droppes, og der åbnes et par dåseøl. Pludselig drømmer Wilhelm sig langsomt væk til en verden, hvor alt kan ske, og hvor alt handler om at have det sjovt. Men er det så det vigtigste?

## Medvirkende
- Rasmus Borst, Wilhelm
- Emil Hyldeborg, Underbo
- Teresa Brolin Tani, Kæreste
- Jeppe Sand, Montana
- Laura Kjær, Kvinde